# Webhelp
Webhelp is een multinational met het hoofdkantoor in Parijs. Er zijn ook vestigingen in Nederland en Suriname. De Nederlandse tak ontstond in 2014 door de overname van het in 1985 gestarte bedrijf SNT.
Het werd in 2000 opgericht en is actief in business process outsourcing, vooral in het beheer van callcenters met klantcontact, telemarketing en e-mailverwerkingsdiensten.

## Geschiedenis
Webhelp werd in juni 2000 opgericht door Frédéric Jousset en Olivier Duha. Het was aanvankelijk een real-time online hulpdienst voor beginnende internetgebruikers. Later werden de werkzaamheden uitgebreid in de business process outsourcing, waarbij het zich vooral richt op klantervaring, ook wel klantreis genoemd.

## Vestigingen
Het bedrijf heeft de hoofdvestiging in Parijs en vestigingen wereldwijd. In 2014 nam Webhelp het Nederlandse SNT over met 3500 medewerkers. Andere vestigingslanden zijn onder meer België, Suriname, Roemenië, Marokko, Algerije, Zuid-Afrika, het Verenigd Koninkrijk, Duitsland, Schotland, Italië, Tsjechië en Zwitserland.

### Nederland en Suriname
De Nederlandse vestigingen staan in:
- Amsterdam
- Ede
- Groningen
- Heerlen
- Rotterdam
- Tilburg

In Suriname werken 1200 medewerkers in drie vestigingen (stand 2023) in:
- Paramaribo